# Amajlije
Amajlije (in serbo Амајлије?) è un comune dalla Bosnia ed Erzegovina, situato all'interno della Repubblica Serba di Bosnia ed Erzegovina, a est dal comune di Bijeljina.
Secondo il censimento del 2013, il comune aveva 1 112 abitanti.
Il nome ''Amajlije'' vuol dire ''amuleto''

## Sport

### Calcio
La squadra di calcio del paese si chiama FK Drina Amajlije.